# إدواردز (ميزوري)
إدواردز (بالإنجليزية: Edwards)‏ هي إحدى المجتمعات الفردية (غير مصنفة) في ولاية ميزوري في الولايات المتحدة الأمريكية.